# Comisión de Regulación en Salud
La Comisión de Regulación en Salud (CRES), era uno de los organismos gubernamentales del sector de la salud en Colombia, como unidad administrativa especial adscrita al Ministerio de la Salud y Protección Social que es la entidad gubernamental encargada de dirigir el sistema de salud en el país. La CRES se encargaba del Plan Obligatorio de Salud  y la unidad de pago por capitación -UPC-,  entre otros. Esta comisión fue creada mediante la Ley 1122 (2007) del Congreso de Colombia para reemplazar al Consejo Nacional de Seguridad Social en Salud.
La Comisión fue liquidada por el gobierno colombiano en el 2012, mediante el Decreto 2560 de diciembre de 2012, y todas sus funciones y competencias fueron trasladadas al Ministerio de Salud y Protección Social el cual fue modificado en su estructura para tal efecto.

## Composición
La CRES estaba integrada de la siguiente manera:
- El ministro de la protección social quien la presidía.
- El ministro de hacienda y crédito público quien, excepcionalmente podía delegar sólo en alguno de sus Viceministros.
- Cinco comisionados expertos, designados por el presidente de la república, de ternas enviadas por diferentes entidades como:
  - La Asociación Colombiana de Universidades
  - Centros de Investigación en Salud
  - Centros de investigación en economía de la salud
  - Asociaciones de profesionales de la salud
  - Asociaciones de usuarios debidamente organizados

Las ternas eran elaboradas a partir de una lista de elegibles conformada mediante concurso público de méritos para todas las profesiones, e incluían examen de antecedentes laborales, examen de conocimientos sobre el Sistema de Seguridad Social de acuerdo con su experiencia y una entrevista.
Los 5 comisionados expertos de la CRES eran de dedicación exclusiva y ejercerán por períodos de tres años, reelegibles por una sola vez y no estarán sujetos a las disposiciones que regulan la carrera administrativa en Colombia. Estos expertos tenían que ser profesionales mínimo con título de maestría o su equivalente, cada uno de ellos debía acreditar experiencia en su disciplina, superior a 10 años.

## Funciones
Las funciones que ejerció la CRES eran entre otras las siguientes:
- Definir y modificar el Plan Obligatorio de Salud (POS) que las entidades promotoras de salud (EPS) deben garantizar en el país, incluyendo los medicamentos esenciales que forman parte de los planes de beneficios
- Definir la unidad de pago por capitación (prima que el sistema reconoce a las EPS para financiar el POS)para los regímenes contributivo y subsidiado en forma anual, incluyendo el valor por usuario de los subsidios parciales.
- Definir los criterios de cobro para los pagos establecidos con el fin de moderar el acceso a los servicios de salud.
- Definir el régimen aplicado por la EPS del régimen contributivo para el reconocimiento y pago de incapacidades por enfermedad general y maternidad.
- Establecer y actualizar anualmente un sistema unificado de tarifas, incluyendo los honorarios de los profesionales de la salud.